# بوفسيلة (قطر)
قرية في قطر تابعة لبلدية أم صلال.
يقع مركز أم صلال الصحي في المستوطنة على مساحة تزيد عن 50000 متر مربع الذي افتتح في يوليو 2016 بعد 2.5 سنة من البناء وبتكلفة 115 مليون ريال قطري. . لخدمة ما يصل إلى 50000 نسمة، تحتوي المنشأة لديها 64 عيادة، وهو عدد أكبر من جميع مراكز الرعاية الصحية الأخرى في قطر.
تم الكشف عن قطعة أرض ضخمة في بوفسيلة تبلغ مساحتها أكثر من 190.000 متر مربع لمشروع تصنيع كبير في عام 2017. تم الإعلان عن هذه المنطقة باسم «مركز بوفسيلة اللوجستي»، وستخصص هذه المنطقة لتخزين المستودعات.